# 秦州之战
秦州之战，1207年（宋宁宗开禧三年、金宣宗泰和七年）五月，金军在秦州（今甘肃省天水市）附近击败宋军的一次作战。
1207年三月，南宋李好义收复吴曦降金所献四州之地后，乘胜率部攻秦州。五月，李好义率軍三万进围皂郊堡（今甘肃天水南）。金朝命都统术虎高琪率部驰援。李好义在山谷布好伏阵，把軍车分为左右，于车下伏弩，自率军一部与金军交战，诈败，诱金军入伏，击退金军，李好义追击，金军结阵防御。术虎高琪率骑兵分为两部轮番出击，暗中派一支精骑自山上驰下合击宋军，宋军伤亡惨重，于是解围而退。